# 마르틴 그로피우스
마르틴 그로피우스(Martin Carl Philipp Gropius, 1824년 - 1880년)은 독일의 건축가이다. 마르틴 그로피우스의 종손은 건축가이자 바우하우스의 설립자인 발터 그로피우스이다.

## 삶
베를린에서 건축을 공부하고 개인 건축가로 일했다. 그리스와 이탈리아를 여행하며 공부를 계속했다.

## 작품

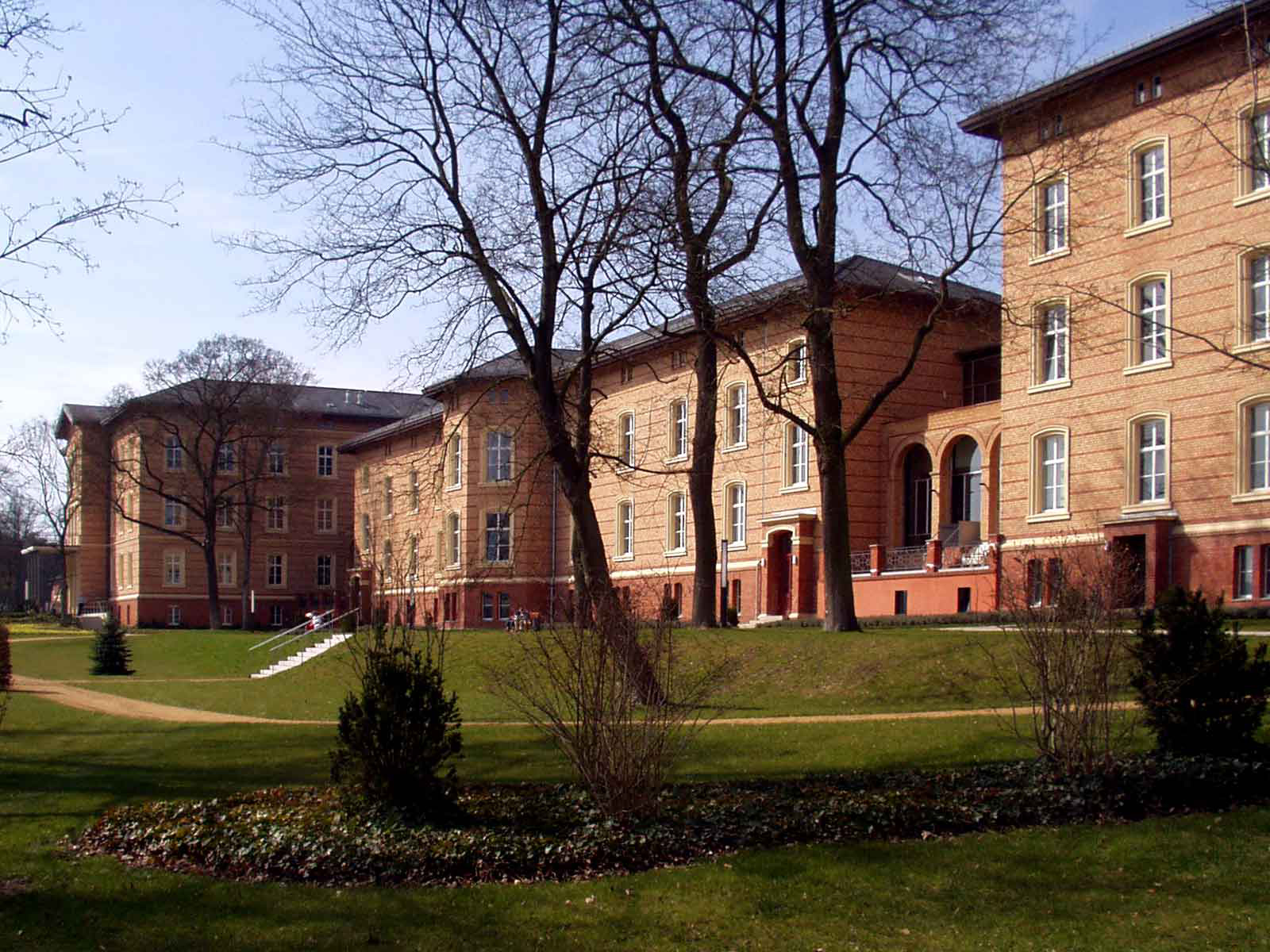
마르틴 그로피우스 병원
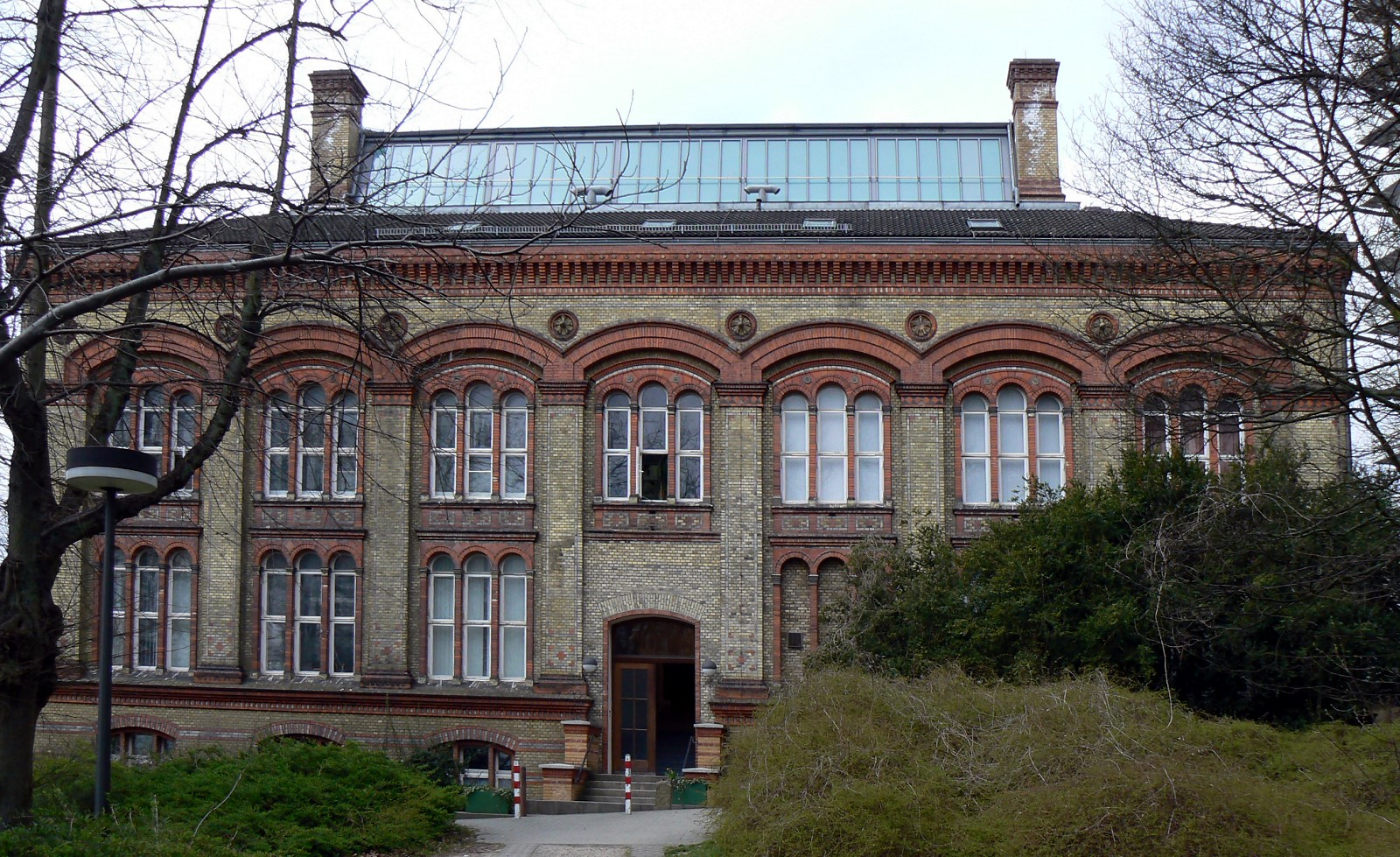
킬 대학 박물관
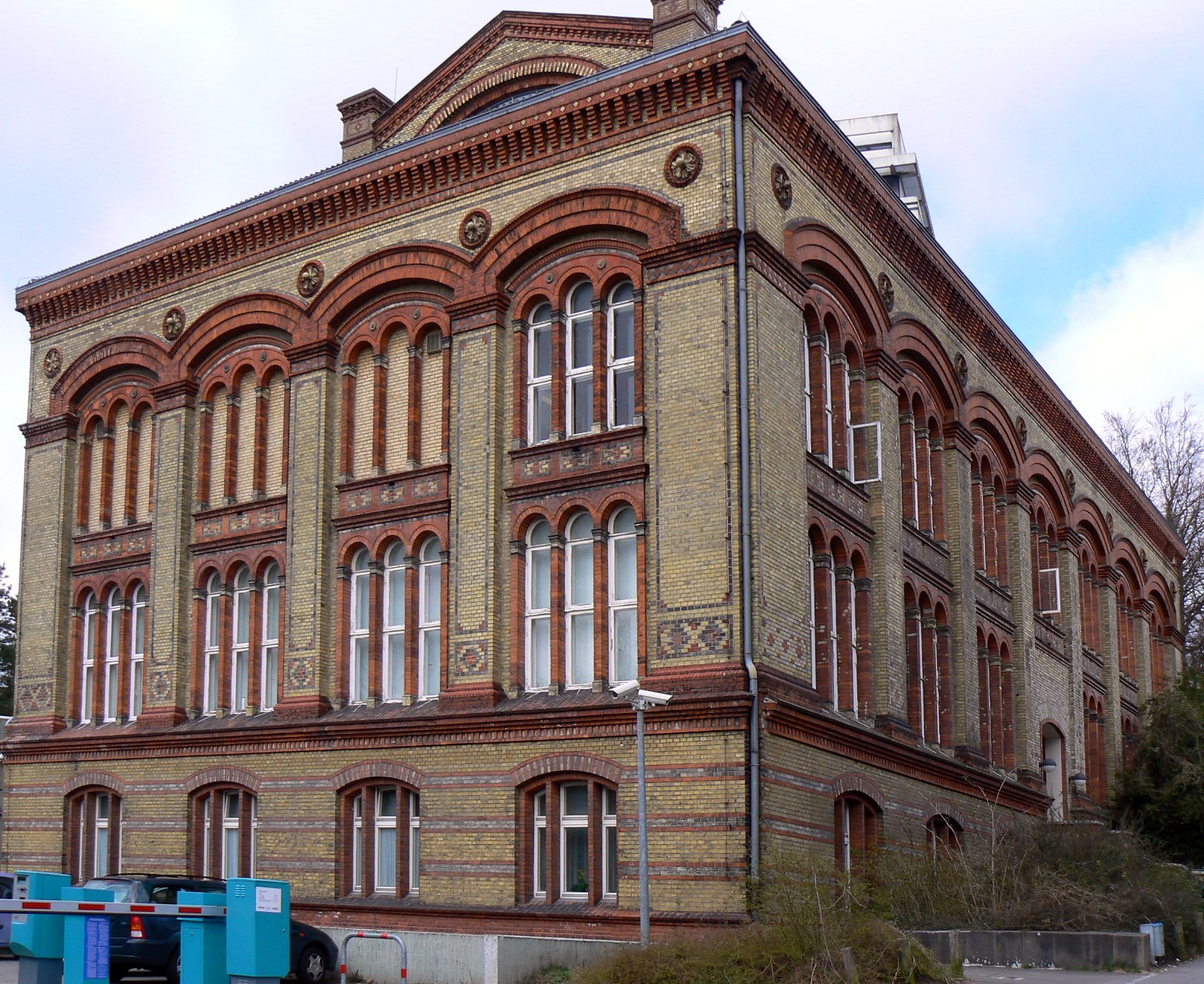
킬 대학 동물학 박물관
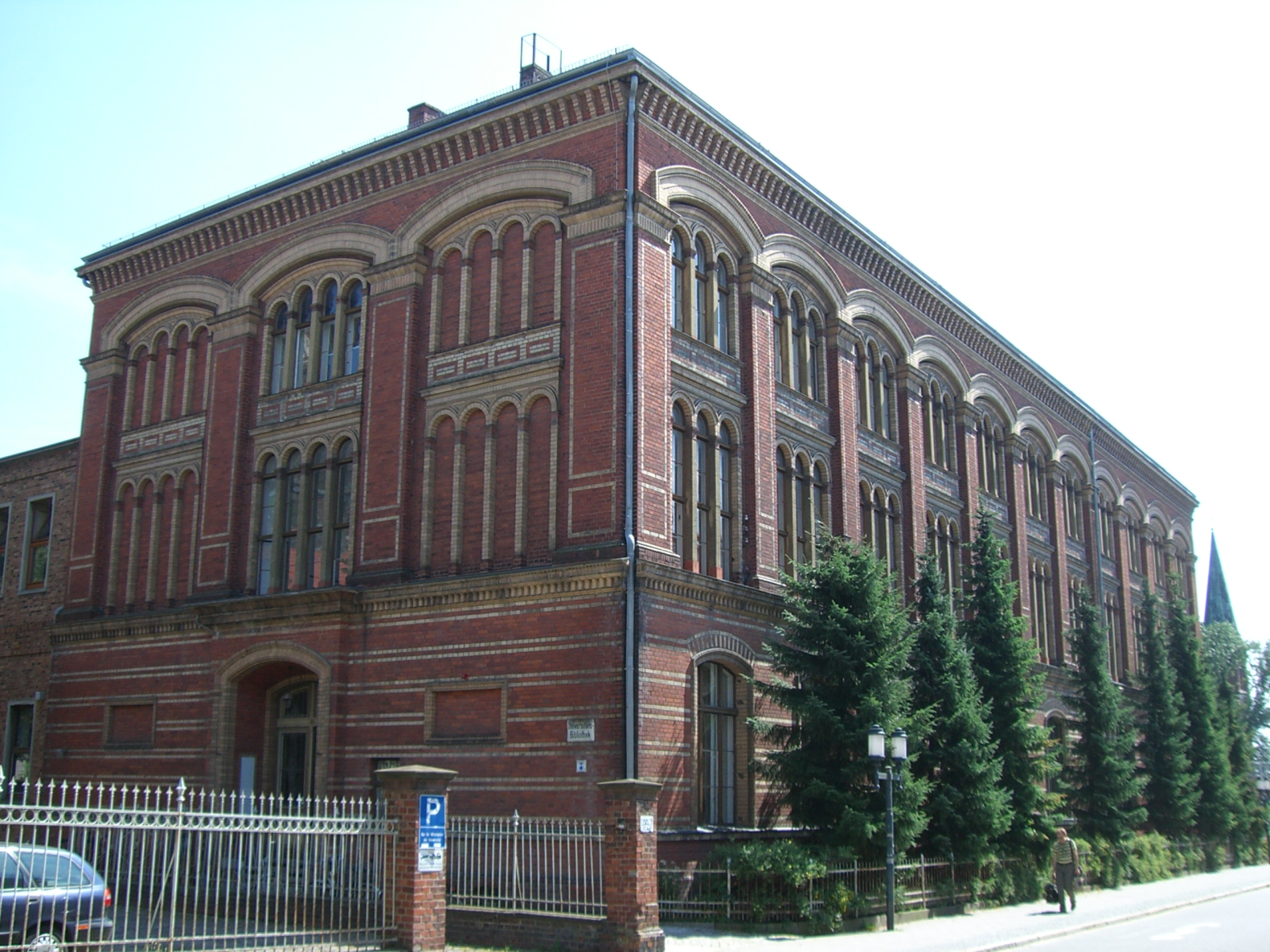
그라이프스발트 대학 도서관